# 梂江
21°07′26″N 106°17′52″E / 21.12389°N 106.29778°E
梂江（越南语：／），又名如月江（Sông Như Nguyệt）、市梂江（Sông Thị Cầu）、月德江（Sông Nguyệt Đức）、富良江（Sông Phú Lương），是越南北部的一條河流，屬太平水系。
梂江發源於北𣴓省𢄂屯縣境內的山麓，流經北𣴓、太原、北江、河內、北寧等省市，與滄江在北宁省桂武县境內匯合成為太平江。
梂江全長288公里，流域面積6030平方公里。該江是河內市北部的重要屏障之一，在宋越熙寧戰爭和清軍入越戰爭中，越南軍隊與中國軍隊曾在此激戰。